# Emoia maculata
Emoia maculata es una especie de escincomorfos de la familia Scincidae.

## Distribución geográfica
Es endémica de la provincia de Makira-Ulawa (Islas Salomón).